# Diffusione degli standard televisivi nel mondo
La seguente tabella mostra quali standard televisivi sono adottati attualmente nei vari stati e territori del mondo.
| Stato o Territorio                        | Televisione analogica          | Televisione digitale | Televisione digitale | Televisione digitale |
| Stato o Territorio                        | Televisione analogica          | terrestre            | via cavo             | satellitare          |
| ----------------------------------------- | ------------------------------ | -------------------- | -------------------- | -------------------- |
| Afghanistan                               | PAL (televisione) B, SÉCAM B   |                      |                      | DVB-S, DVB-S2        |
| Albania                                   | PAL B, PAL G                   |                      |                      | DVB-S, DVB-S2        |
| Algeria                                   | PAL B, PAL G                   |                      |                      | DVB-S                |
| Andorra                                   | PAL B, PAL G                   |                      |                      |                      |
| Angola                                    | PAL I                          |                      |                      |                      |
| Antartide                                 | NTSC M                         |                      |                      |                      |
| Antigua e Barbuda                         | NTSC M                         |                      |                      |                      |
| Arabia Saudita                            | SECAM B, SECAM G, PAL B        |                      |                      | DVB-S                |
| Argentina                                 | PAL N                          | DVB-T                |                      |                      |
| Armenia                                   | SECAM D, SECAM K               |                      |                      | DVB-S, DVB-S2        |
| Aruba                                     | NTSC M                         |                      |                      |                      |
| Australia                                 | PAL B, PAL G                   |                      |                      |                      |
| Austria                                   | PAL B, PAL G                   | DVB-T                |                      | DVB-S                |
| Azerbaigian                               | SECAM D, SECAM K               |                      |                      | DVB-S                |
| Azzorre                                   | PAL B                          |                      |                      |                      |
| Bahamas                                   | NTSC M                         |                      |                      |                      |
| Bahrein                                   | PAL B, PAL G                   |                      |                      |                      |
| Bangladesh                                | PAL B                          |                      |                      |                      |
| Barbados                                  | NTSC M                         |                      |                      |                      |
| Belgio                                    | PAL B, PAL H                   | DVB-T                | DVB-C                | DVB-S                |
| Belgio (Armed Forces Network)             | NTSC M                         |                      |                      |                      |
| Belize                                    | NTSC M                         |                      |                      |                      |
| Benin                                     | SECAM K                        |                      |                      |                      |
| Bermuda                                   | NTSC M                         |                      |                      |                      |
| Bhutan                                    | PAL B                          |                      |                      |                      |
| Bielorussia                               | SECAM D, SECAM K               |                      |                      |                      |
| Bolivia                                   | NTSC M                         |                      |                      |                      |
| Bosnia ed Erzegovina                      | PAL B, PAL H                   |                      |                      | DVB-S                |
| Botswana                                  | SECAM K, PAL I                 |                      |                      |                      |
| Brasile                                   | PAL M                          | SBTVD-T              |                      |                      |
| Brunei                                    | PAL B                          |                      |                      |                      |
| Bulgaria                                  | PAL D, PAL K                   |                      |                      | DVB-S, DVB-S2        |
| Burkina Faso                              | SECAM K                        |                      |                      |                      |
| Burundi                                   | SECAM K                        |                      |                      |                      |
| Cambogia                                  | PAL B, PAL G, NTSC M           |                      |                      |                      |
| Camerun                                   | PAL B, PAL G                   |                      |                      |                      |
| Canada                                    | NTSC M                         | ATSC                 |                      |                      |
| Isole Canarie                             | PAL B, PAL G                   |                      |                      |                      |
| Capo Verde                                | SECAM K                        |                      |                      |                      |
| Repubblica Ceca                           | PAL D, PAL K                   |                      | PAL B, PAL G         |                      |
| Ciad                                      | SECAM D                        |                      |                      |                      |
| Cile                                      | NTSC M                         |                      |                      |                      |
| Cina                                      | PAL D                          |                      |                      | DVB-S, DVB-S2        |
| Cipro                                     | PAL B, PAL G                   |                      |                      | DVB-S                |
| Colombia                                  | NTSC M                         |                      |                      |                      |
| Comore                                    | SECAM K                        |                      |                      |                      |
| Repubblica del Congo                      | SECAM K                        |                      |                      |                      |
| Repubblica Democratica del Congo          | SECAM K                        |                      |                      |                      |
| Isola Cook                                | PAL B                          |                      |                      |                      |
| Corea del Nord                            | SECAM D, PAL D, PAL K          |                      |                      |                      |
| Corea del Sud                             | NTSC M                         |                      |                      | DVB-S                |
| Costa d'Avorio                            | SECAM K, SECAM D               |                      |                      |                      |
| Costa Rica                                | NTSC M                         |                      |                      |                      |
| Croazia                                   | PAL B, PAL H                   | DVB-T, DVB-T2        |                      | DVB-S, DVB-S2        |
| Cuba                                      | NTSC M                         |                      |                      |                      |
| Danimarca                                 | PAL B, PAL G                   |                      |                      | DVB-S, DVB-S2        |
| Diego Garcia                              | NTSC M                         |                      |                      |                      |
| Dominica                                  | NTSC M                         |                      |                      |                      |
| Repubblica Dominicana                     | NTSC M                         |                      |                      |                      |
| Ecuador                                   | NTSC M                         |                      |                      |                      |
| Egitto                                    | PAL B, PAL G, SECAM B, SECAM G |                      |                      |                      |
| El Salvador                               | NTSC M                         |                      |                      |                      |
| Emirati Arabi Uniti                       | PAL B, PAL G                   |                      |                      | DVB-S                |
| Eritrea                                   | PAL B                          |                      |                      |                      |
| Estonia                                   | PAL B, PAL G                   |                      |                      |                      |
| Etiopia                                   | PAL B                          |                      |                      | DVB-S, DVB-S2        |
| Falkland                                  | PAL I                          |                      |                      |                      |
| Figi                                      | NTSC M                         |                      |                      |                      |
| Filippine                                 | NTSC M                         |                      |                      |                      |
| Finlandia                                 | PAL B, PAL G                   | DVB-T                |                      | DVB-S, DVB-S2        |
| Francia                                   | SECAM L                        | DVB-T                |                      | DVB-S, DVB-S2        |
| Francia (Forces armées françaises)        | SECAM K                        |                      |                      |                      |
| Gabon                                     | SECAM K                        |                      |                      |                      |
| Galápagos                                 | NTSC M                         |                      |                      |                      |
| Gambia                                    | PAL B                          |                      |                      |                      |
| Georgia                                   | SECAM D, SECAM K               |                      |                      | DVB-S                |
| Germania                                  | PAL B, PAL G                   | DVB-T                | DVB-C                | DVB-S, DVB-S2        |
| Germania (Armed Force Network)            | NTSC M                         |                      |                      |                      |
| Ghana                                     | PAL B, PAL G                   |                      |                      |                      |
| Giamaica                                  | NTSC M                         |                      |                      |                      |
| Giappone                                  | NTSC M                         |                      |                      | DVB-S, DVB-S2        |
| Gibuti                                    | SECAM K                        |                      |                      |                      |
| Giordania                                 | PAL B, PAL G                   |                      |                      | DVB-S                |
| Gibilterra                                | PAL B, PAL G                   | DVB-T                |                      |                      |
| Grecia                                    | PAL B, PAL G                   | DVB-T                |                      | DVB-S, DVB-S2        |
| Grenada                                   | NTSC M                         |                      |                      |                      |
| Groenlandia                               | PAL B                          |                      |                      |                      |
| Guadalupa                                 | SECAM K                        |                      |                      |                      |
| Guam                                      | NTSC M                         |                      |                      |                      |
| Guatemala                                 | NTSC M                         |                      |                      |                      |
| Guinea                                    | PAL K                          |                      |                      |                      |
| Guinea-Bissau                             | SECAM K                        |                      |                      |                      |
| Guinea Equatoriale                        | SECAM B                        |                      |                      |                      |
| Guyana                                    | NTSC M                         |                      |                      |                      |
| Guyana francese                           | SECAM K                        |                      |                      |                      |
| Haiti                                     | NTSC M, SECAM K                |                      |                      |                      |
| Honduras                                  | NTSC M                         |                      |                      |                      |
| Hong Kong                                 | PAL I                          |                      |                      |                      |
| India                                     | PAL B                          |                      |                      |                      |
| Indonesia                                 | PAL B, PAL G                   |                      |                      |                      |
| Iran                                      | PAL B, PAL G, SECAM B, SECAM G |                      |                      | DVB-S                |
| Iraq                                      | SECAM B                        |                      |                      | DVB-S                |
| Irlanda                                   | PAL I                          | DVB-T                |                      | DVB-S                |
| Islanda                                   | PAL B, PAL G                   |                      |                      | DVB-S                |
| Israele                                   | PAL B, PAL G                   |                      |                      | DVB-S                |
| Italia                                    | PAL                            | DVB-T, DVB-T2        | IPTV                 | DVB-S, DVB-S2        |
| Kazakistan                                | SECAM D, SECAM K               |                      |                      | DVB-S                |
| Kenya                                     | PAL B, PAL G                   |                      |                      |                      |
| Kirghizistan                              | SECAM D, SECAM K               |                      |                      | DVB-S                |
| Kiribati                                  | PAL B                          |                      |                      |                      |
| Kuwait                                    | PAL B, PAL G                   |                      |                      | DVB-S                |
| Laos                                      | PAL B                          |                      |                      |                      |
| Lesotho                                   | PAL K                          |                      |                      |                      |
| Lettonia                                  | PAL D, PAL K                   |                      |                      |                      |
| Libano                                    | PAL B, PAL G                   |                      |                      | DVB-S                |
| Liberia                                   | PAL B, PAL H                   |                      |                      |                      |
| Libia                                     | PAL B, PAL G                   |                      |                      | DVB-S                |
| Liechtenstein                             | PAL B, PAL G                   | DVB-T                |                      |                      |
| Lituania                                  | PAL D, PAL K                   |                      |                      |                      |
| Lussemburgo                               | PAL B, PAL G, SECAM L          | DVB-T                | DVB-C                | DVB-S                |
| Macao                                     | PAL I                          |                      |                      |                      |
| Macedonia del Nord                        | PAL B, PAL H                   |                      |                      | DVB-S                |
| Madagascar                                | SECAM K                        |                      |                      | DVB-S                |
| Madera                                    | PAL B                          |                      |                      |                      |
| Malawi                                    | SECAM K                        |                      |                      | DVB-S                |
| Maldive                                   | PAL B                          |                      |                      |                      |
| Malaysia                                  | PAL B                          |                      |                      |                      |
| Mali                                      | SECAM K                        |                      |                      |                      |
| Malta                                     | PAL B, PAL H                   | DVB-T                |                      |                      |
| Isole Marianne Settentrionali             | NTSC M                         |                      |                      |                      |
| Marocco                                   | SECAM B                        |                      |                      |                      |
| Isole Marshall                            | NTSC M                         |                      |                      |                      |
| Martinica                                 | SECAM K                        |                      |                      |                      |
| Mauritania                                | SECAM B                        |                      |                      |                      |
| Mauritius                                 | SECAM B                        |                      |                      |                      |
| Mayotte                                   | SECAM K                        |                      |                      |                      |
| Messico                                   | NTSC M                         | ATSC                 |                      |                      |
| Micronesia                                | NTSC M                         |                      |                      |                      |
| Atollo di Midway                          | NTSC M                         |                      |                      |                      |
| Moldavia                                  | SECAM D, SECAM K               |                      |                      | DVB-S                |
| Monaco                                    | SECAM L                        | DVB-T                |                      | DVB-S                |
| Mongolia                                  | SECAM D                        |                      |                      |                      |
| Montenegro                                | PAL B, PAL G                   |                      |                      | DVB-S                |
| Montserrat                                | NTSC M                         |                      |                      |                      |
| Mozambico                                 | PAL B                          |                      |                      |                      |
| Birmania                                  | NTSC M                         |                      |                      |                      |
| Namibia                                   | PAL I                          |                      |                      |                      |
| Nauru                                     | NTSC M                         |                      |                      |                      |
| Nicaragua                                 | NTSC M                         |                      |                      |                      |
| Niger                                     | SECAM K                        |                      |                      |                      |
| Nigeria                                   | PAL B, PAL G                   |                      |                      |                      |
| Nepal                                     | PAL B                          |                      |                      |                      |
| Isola Norfolk                             | PAL B                          |                      |                      |                      |
| Norvegia                                  | PAL B, PAL G                   | DVB-T                |                      | DVB-S, DVB-S2        |
| Nuova Zelanda                             | PAL B, PAL G                   | DVB-T                |                      |                      |
| Oman                                      | PAL B, PAL G                   |                      |                      | DVB-S                |
| Paesi Bassi                               | PAL B, PAL G                   | DVB-T                | DVB-C                | DVB-S, DVB-S2        |
| Paesi Bassi (Armed Force Network)         | NTSC M                         |                      |                      |                      |
| Pakistan                                  | PAL B                          |                      |                      |                      |
| Palau                                     | NTSC M                         |                      |                      |                      |
| Panama                                    | NTSC M                         |                      |                      |                      |
| Papua Nuova Guinea                        | PAL B, PAL G                   |                      |                      |                      |
| Paraguay                                  | PAL N                          | DVB-T                |                      |                      |
| Pasqua                                    | PAL B                          |                      |                      |                      |
| Perù                                      | NTSC M                         |                      |                      |                      |
| Polinesia francese                        | SECAM K                        |                      |                      |                      |
| Polonia                                   | PAL D, PAL K                   | DVB-T                |                      | DVB-S, DVB-S2        |
| Portogallo                                | PAL B, PAL G                   | DVB-T                |                      | DVB-S, DVB-S2        |
| Porto Rico                                | NTSC M                         |                      |                      |                      |
| Qatar                                     | PAL B                          |                      |                      | DVB-S, DVB-S2        |
| Repubblica Centrafricana                  | SECAM K                        |                      |                      |                      |
| Riunione                                  | SECAM K                        |                      |                      |                      |
| Romania                                   | PAL D, PAL G                   |                      |                      | DVB-S, DVB-S2        |
| Ruanda                                    | SECAM K                        |                      |                      |                      |
| Russia                                    | PAL B, PAL G, SECAM D, SECAM K |                      |                      | DVB-S, DVB-S2        |
| Saint Kitts e Nevis                       | NTSC M                         |                      |                      |                      |
| Saint Lucia                               | NTSC M                         |                      |                      |                      |
| Saint-Pierre e Miquelon                   | SECAM K                        |                      |                      |                      |
| Saint Vincent e Grenadine                 | NTSC M                         |                      |                      |                      |
| Isole Salomone                            | PAL B                          |                      |                      |                      |
| Samoa                                     | PAL B                          |                      |                      |                      |
| San Marino                                | PAL B, PAL G                   | DVB-T                |                      | DVB-S                |
| São Tomé e Príncipe                       | PAL B, PAL G                   |                      |                      |                      |
| Senegal                                   | SECAM K                        |                      |                      |                      |
| Serbia                                    | PAL B, PAL G                   |                      |                      | DVB-S, DVB-S2        |
| Seychelles                                | PAL B, PAL G                   |                      |                      |                      |
| Sierra Leone                              | PAL B, PAL G                   |                      |                      |                      |
| Singapore                                 | PAL B, PAL G                   |                      |                      |                      |
| Siria                                     | SECAM B, PAL G                 |                      |                      |                      |
| Slovacchia                                | PAL D, PAL K                   | DVB-T                |                      | DVB-S                |
| Slovenia                                  | PAL B, PAL H                   | DVB-T, DVB-T2        |                      | DVB-S                |
| Somalia                                   | PAL B, PAL G                   |                      |                      |                      |
| Spagna                                    | PAL B, PAL G                   | DVB-T                |                      | DVB-S, DVB-S2        |
| Sri Lanka                                 | PAL B                          |                      |                      |                      |
| Sudafrica                                 | PAL I                          |                      |                      |                      |
| Sudan                                     | PAL B                          |                      |                      |                      |
| Sudan del Sud                             | PAL B                          |                      |                      |                      |
| Suriname                                  | NTSC M                         |                      |                      |                      |
| Svezia                                    | PAL B, PAL G                   | DVB-T                |                      | DVB-S, DVB-S2        |
| Svizzera                                  | PAL B, PAL G                   | DVB-T                | DVB-C                | DVB-S, DVB-S2        |
| Swaziland                                 | NTSC M                         |                      |                      |                      |
| Tagikistan                                | SECAM D, SECAM K               |                      |                      | DVB-S                |
| Tahiti (Isola)                            | SECAM K                        |                      |                      |                      |
| Taiwan                                    | NTSC M                         |                      |                      |                      |
| Tanzania                                  | PAL B                          |                      |                      | DVB-S, DVB-S2        |
| Territorio britannico dell'oceano Indiano | NTSC M                         |                      |                      |                      |
| Thailandia                                | PAL B, PAL M                   |                      |                      | DVB-S                |
| Timor Est                                 | PAL B                          |                      |                      |                      |
| Togo                                      | SECAM K                        |                      |                      |                      |
| Tonga                                     | PAL B                          |                      |                      |                      |
| Trinidad e Tobago                         | NTSC M                         |                      |                      |                      |
| Tunisia                                   | SECAM B, SECAM G               |                      |                      |                      |
| Turchia                                   | PAL B                          |                      |                      | DVB-S, DVB-S2        |
| Turkmenistan                              | SECAM D, SECAM K               |                      |                      | DVB-S2               |
| Turks e Caicos                            | NTSC M                         |                      |                      |                      |
| Tuvalu                                    | PAL B                          |                      |                      |                      |
| Ucraina                                   | SECAM D, SECAM K               |                      |                      | DVB-S, DVB-S2        |
| Uganda                                    | SECAM K                        |                      |                      | DVB-S, DVB-S2        |
| Regno Unito                               | PAL I                          | DVB-T                |                      | DVB-S, DVB-S2        |
| Ungheria                                  | PAL D, PAL K                   | DVB-T                |                      | DVB-S                |
| Uruguay                                   | PAL N                          |                      |                      |                      |
| Stati Uniti d'America                     | NTSC M                         | ATSC                 |                      |                      |
| Uzbekistan                                | SECAM D, SECAM K               |                      |                      | DVB-S                |
| Vanuatu                                   | PAL B                          |                      |                      |                      |
| Vaticano                                  |                                | DVB-T                |                      | DVB-S                |
| Venezuela                                 | NTSC M                         |                      |                      |                      |
| Isole Vergini                             | NTSC M                         |                      |                      |                      |
| Vietnam                                   | PAL B, NTSC M, SECAM D         |                      |                      | DVB-S                |
| Wallis e Futuna                           | SECAM K                        |                      |                      |                      |
| Yemen                                     | PAL B, NTSC M                  |                      |                      | DVB-S                |
| Zambia                                    | PAL B, PAL G                   |                      |                      |                      |
| Zimbabwe                                  | PAL B, PAL G                   |                      |                      |                      |